# Castello di Aguilar
Il castello d'Aguilar (in dialetto occitano: Castèl d'Aguilar) è un castello del XII secolo, uno dei cosiddetti castelli catari, situato nel comune di Tuchan nel dipartimento dell'Aude in Francia.

## Storia

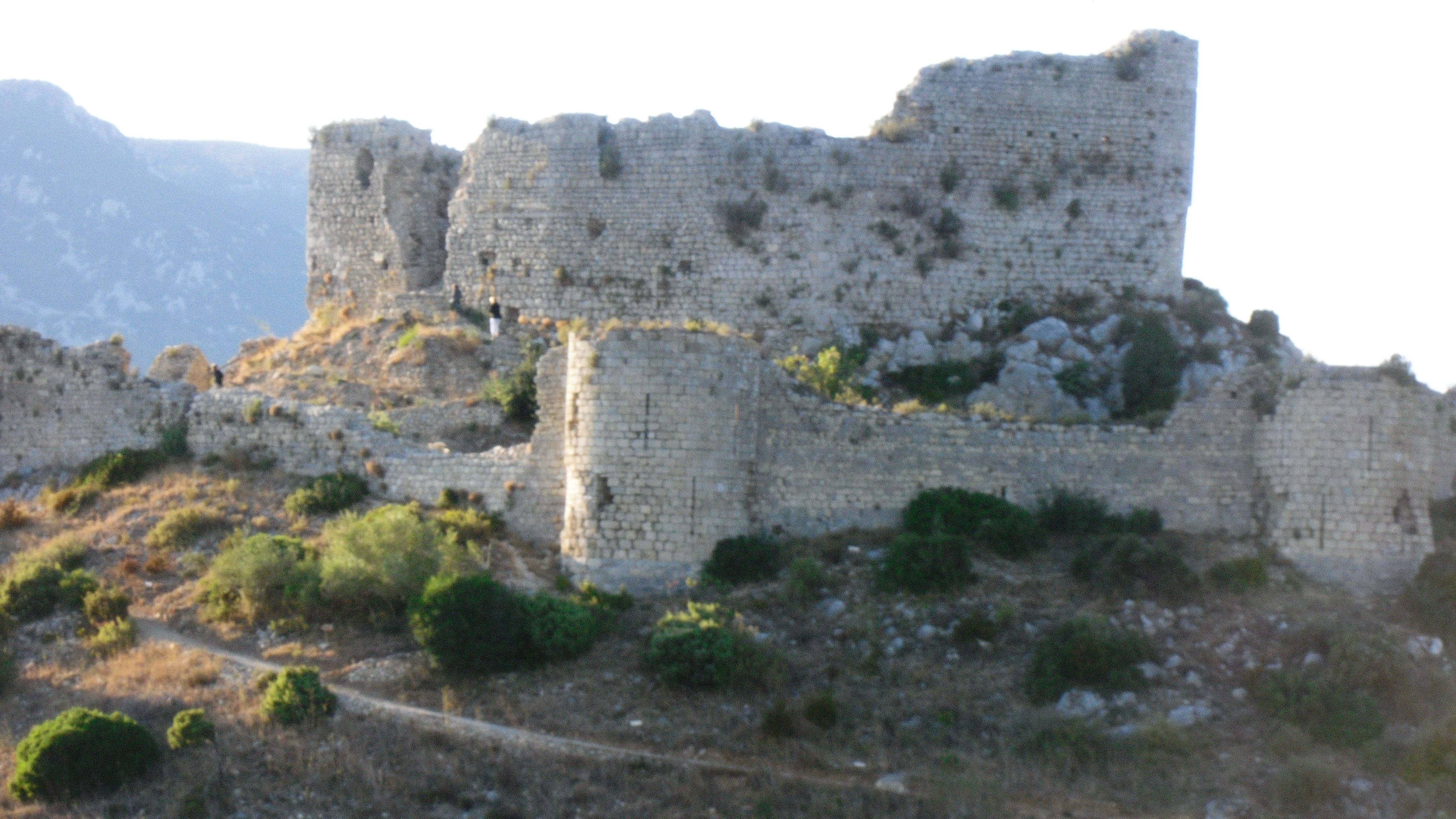

Il primo edificio in questa posizione apparteneva al conte di Fonnollède dal 1021. Nel XIII secolo il torrione che aveva sostituito gli edifici precedenti fu lasciato in eredità dai visconti di Carcassonne al loro vassallo Ternes.
Nel 1210 fu invaso e occupato da Simone di Montfort, i cui soldati presero e trattennero il proprietario Raimondo di Termes in una prigione a Carcassonne. Militarmente il castello rimase inattivo per i successivi trent'anni, fino a quando il figlio di Raimondo, Oliver di Termes, riprese il castello nella breve rivolta contro i crociati. Aguilar divenne il rifugio di molti cavalieri catari e signori senza roccaforti. Nel 1246 fu installata una guarnigione reale per sorvegliare la frontiera aragonese.
Olivier, tuttavia, alla fine strinse un'alleanza con il re Luigi IX, che acquistò da lui il castello nel 1260. Nonostante le pesanti fortificazioni, il castello fu continuamente assediato dagli oppositori ai dominatori francesi o spagnoli fino al XVI secolo.
Quando il confine fu spostato a sud del Rossiglione dal trattato dei Pirenei, il castello perse gradualmente la sua importanza strategica e fu infine abbandonato nel 1659 e, col tempo, cadde in rovina. Dal 1949 è stato classificato come monumento storico dal Ministero della Cultura francese.

## Descrizione
Si trova nella città di Tuchan, nel dipartimento dell'Aude. Venne eretto su una roccia da dove era possibile monitorare l'accesso al Corbières e il passaggio tra Narbonens e Roussillon.